# 호브송 소자 두스 산투스
호브송 소자 두스 산투스(포르투갈어: Robson Souza dos Santos, 1982년 8월 19일 ~ )는 브라질 출신의 축구 선수이다.
2006년 대전 시티즌에 입단하여 2006 시즌 한 시즌 동안 활약하였다. K리그에서 등록명은 헙슨을 사용하였다.